# Jan Långben blir sheriff
Jan Långben blir sheriff (även Långben skjuter skarpt) (engelska: Two Gun Goofy) är en amerikansk animerad kortfilm med Långben från 1952.

## Handling
En stad i vilda västern drabbas av ett bankrån av banditen Pistol-Petter (Svarte Petter), och staden behöver nu en sheriff. Samtidigt kommer cowboyen Långben till staden och märker att en söt tjej tagits som gisslan av Petter. Utan att veta vad som faktiskt har hänt räddar Långben henne, och får rätt snart gott rykte i staden och blir beordrad att stoppa Petter.

## Om filmen
När filmen ibland har visats på TV i USA har vissa scener klippts bort.

## Rollista
- Pinto Colvig – Långben
- Billy Bletcher – Pistol-Petter (Svarte Petter)[5]